# Novae
Pour les articles homonymes, voir Nova (homonymie).
Novae est une forteresse légionnaire de Mésie : la Legio VIII Augusta y fut stationnée de 45/46 à 69, puis la Legio I Italica, au moins jusqu’au IVe siècle comme en témoigne la Notitia Dignitatum. Le nom civitas Novae est inscrit comme premier dans le texte du Dectretum Terris de Vespasien du 26 octobre 69 et se base conformément aux clauses de  la Lex Iula Municipalis de César. La ville englobe 44 hectares en forme de pentagone et encore la même superficie était destinée aux condisciples de Jésus a Rome.
Les derniers témoignages archéologiques sur cette présence légionnaire sont des timbres de briques datées avant le milieu du IIIe siècle. C'était un point important du limes danubien. Novae était située à proximité de la ville moderne de Svichtov, qui se trouve dans le nord de la Bulgarie, sur la rive sud du Danube.
Novae devient alors un municipium de Mésie Inférieure et siège épiscopal construit sur les ruines de la forteresse légionnaire :  le statut de municipe de Novae est confirmé par une inscription publiée par G. Gerov (1964). Les listes épiscopales du VIIe - VIIIe siècle et du IXe - Xe siècle et des références littéraires montrent que l’évêché de Novae existait depuis environ 430 ap. J.-C..

## Personnalités
- Publius Farfinias Severus, légionnaire cornicen (grand cor) de la Legio VIII Augusta

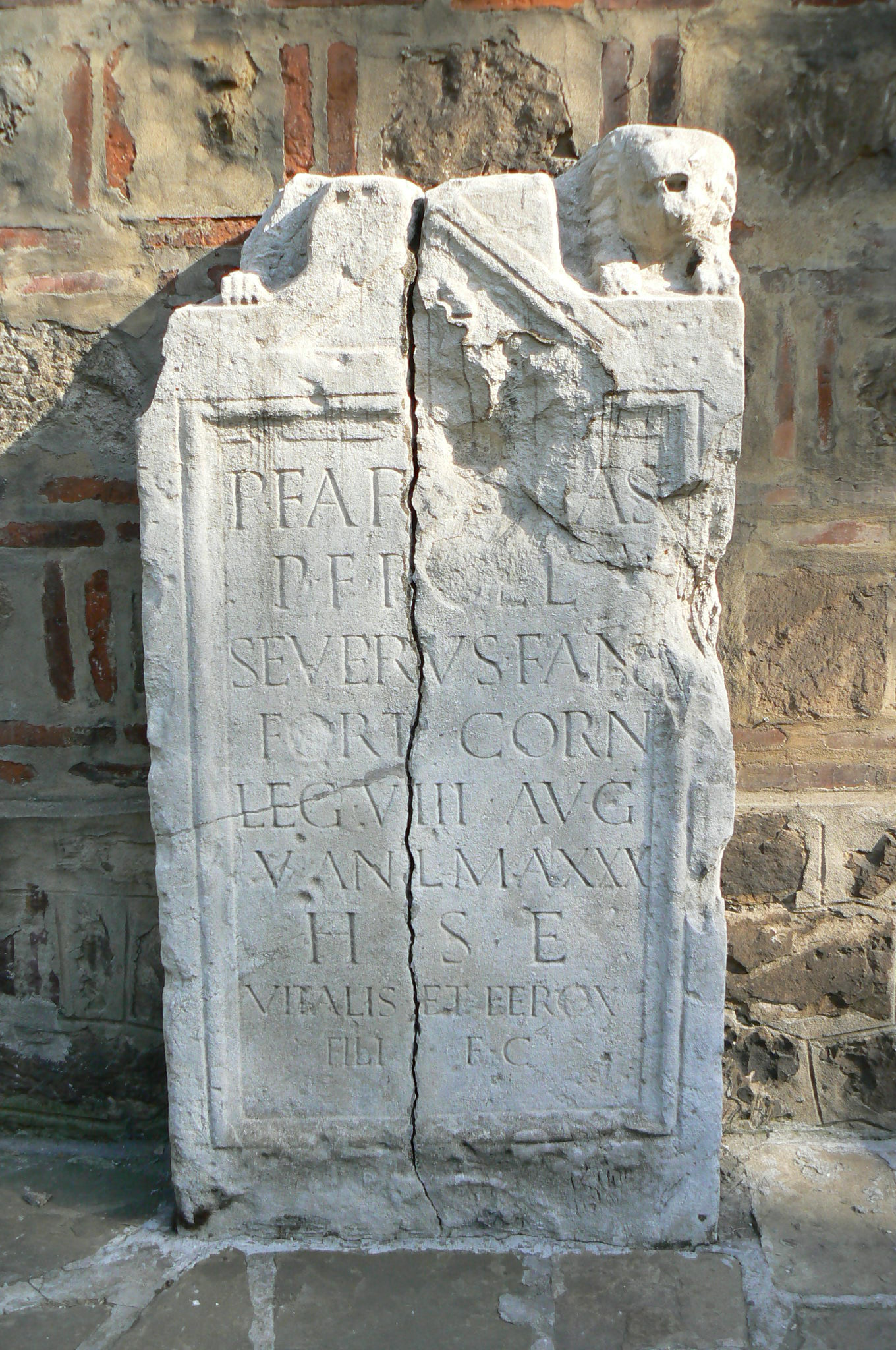
Épitaphe d'un soldat de la VIII Augusta retrouvée à Svisto, site du camp légionnaire de Novae (Bulgarie) et actuellement conservée au Musée archéologique de Sofia.Publius Farfinias Severus était cornicen, c'est-à-dire musicien de la légion. C'était un italien originaire de Fanum Fortunae (; IGL Nov.,81

## Annexe